# Troidini
Troidini là một tông bướm phượng Aristolochia gồm chi Battus. Tông này chứa khoảng 135 loài phân bố toàn cầu và 3 loài phân bố ở Bắc Mỹ. Chúng ăn các cây có độc tính (trong chi Aristolochia). Do đó, chúng có chất độc và có mùi khó chịu đối với các loài săn mồi khác (Pinheiro 1986), và một số loài bướm khác cũng bắt chước (Scott 1986).

## Hình ảnh

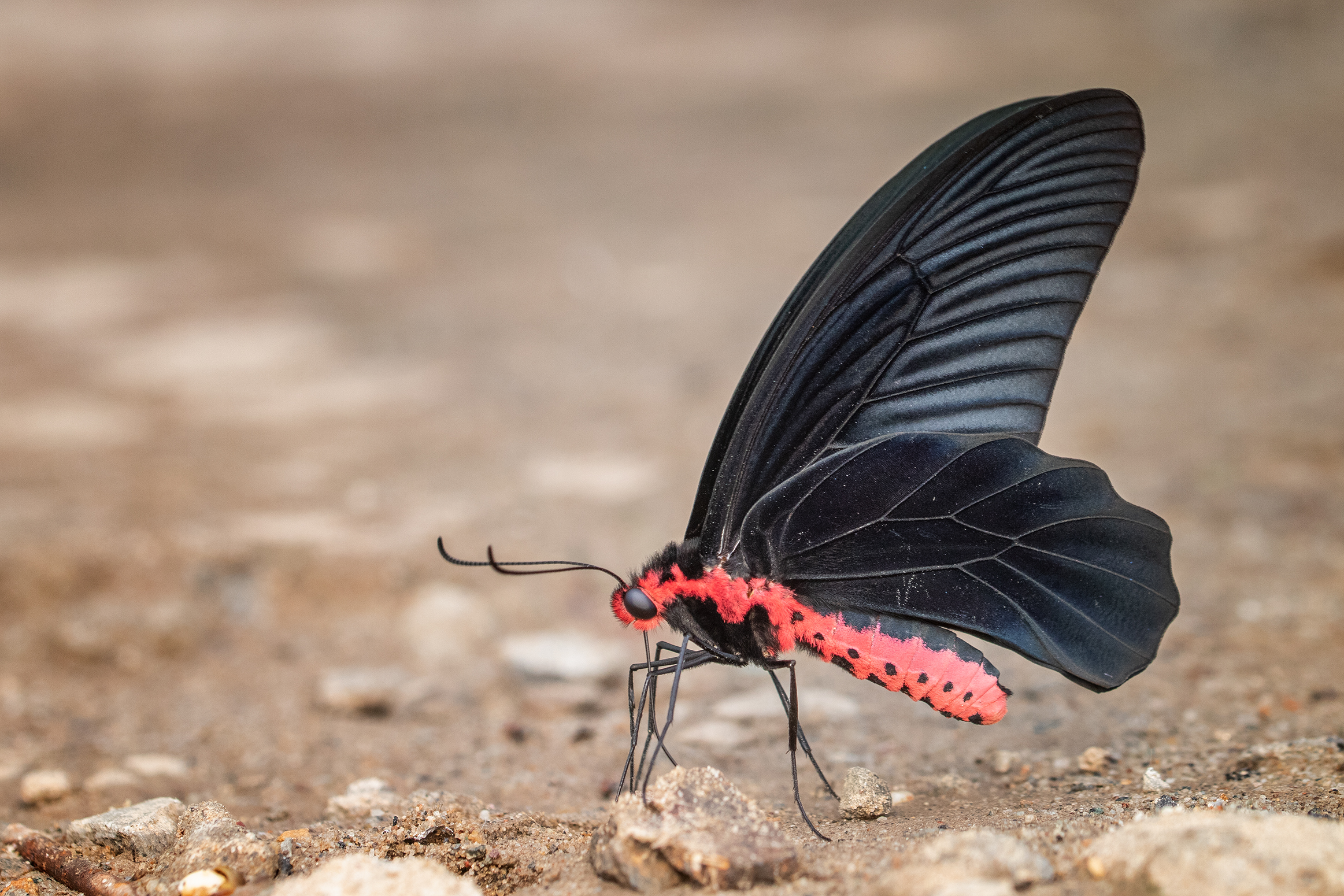
Atrophaneura varuna
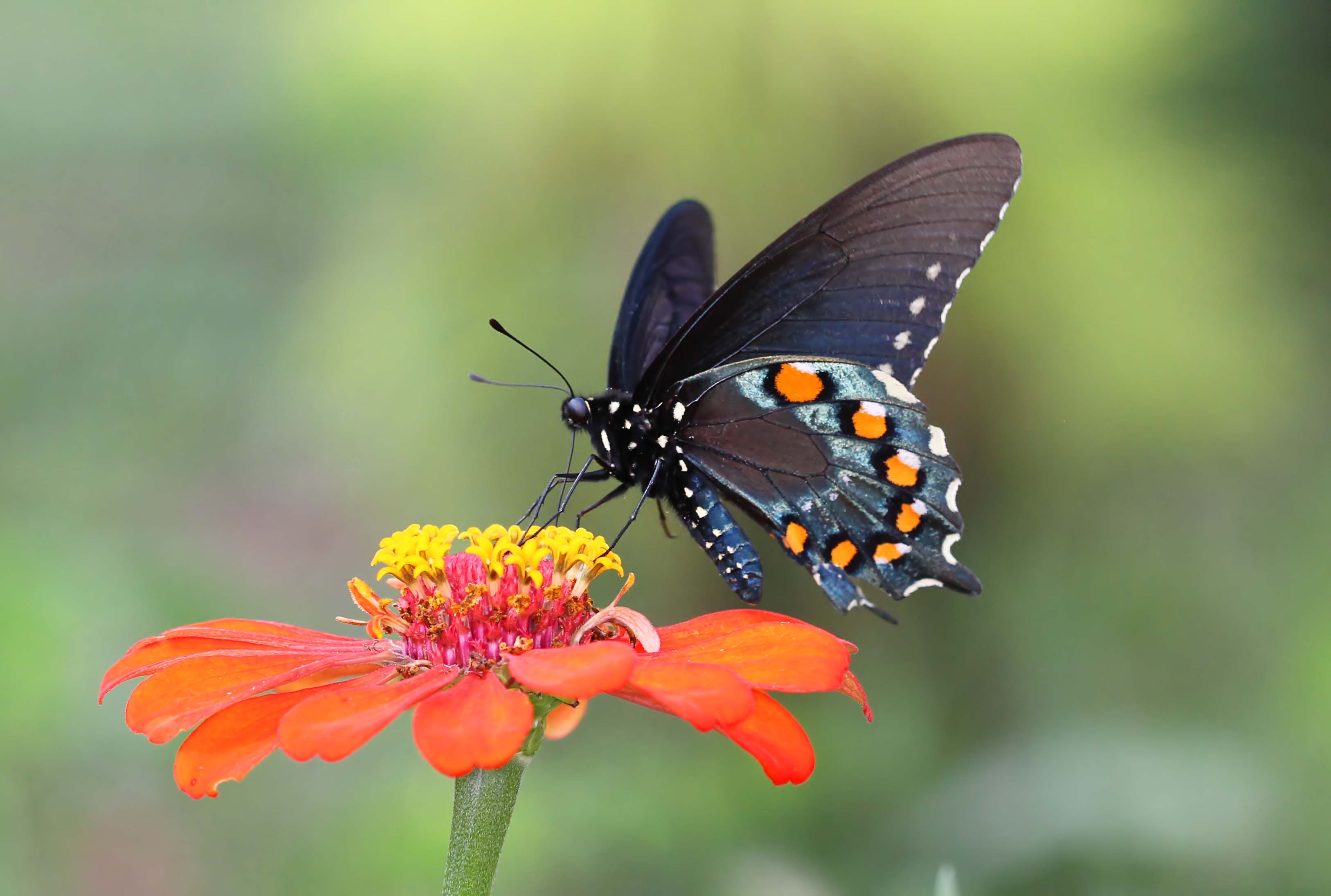
Battus philenor
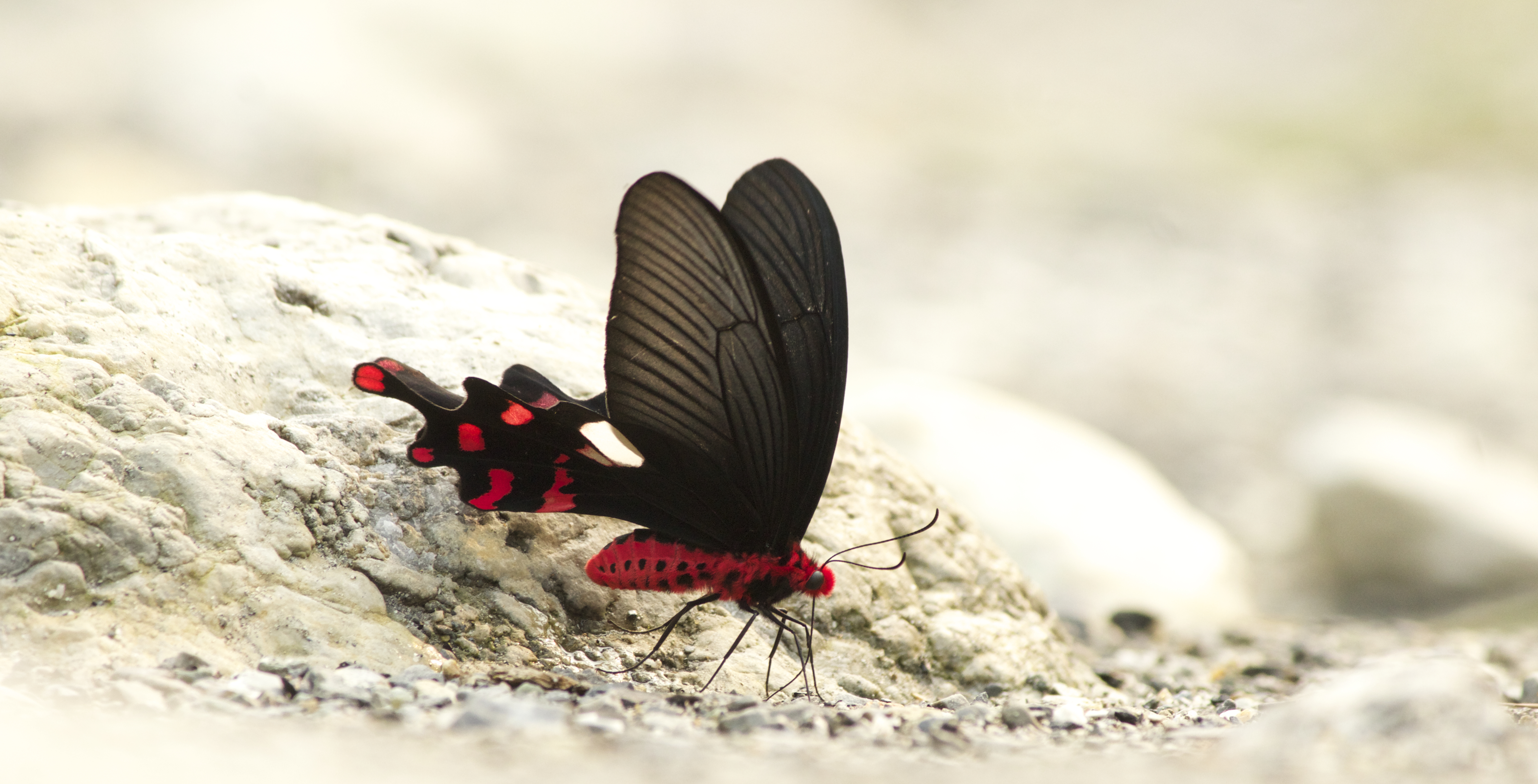
Byasa polyeuctes
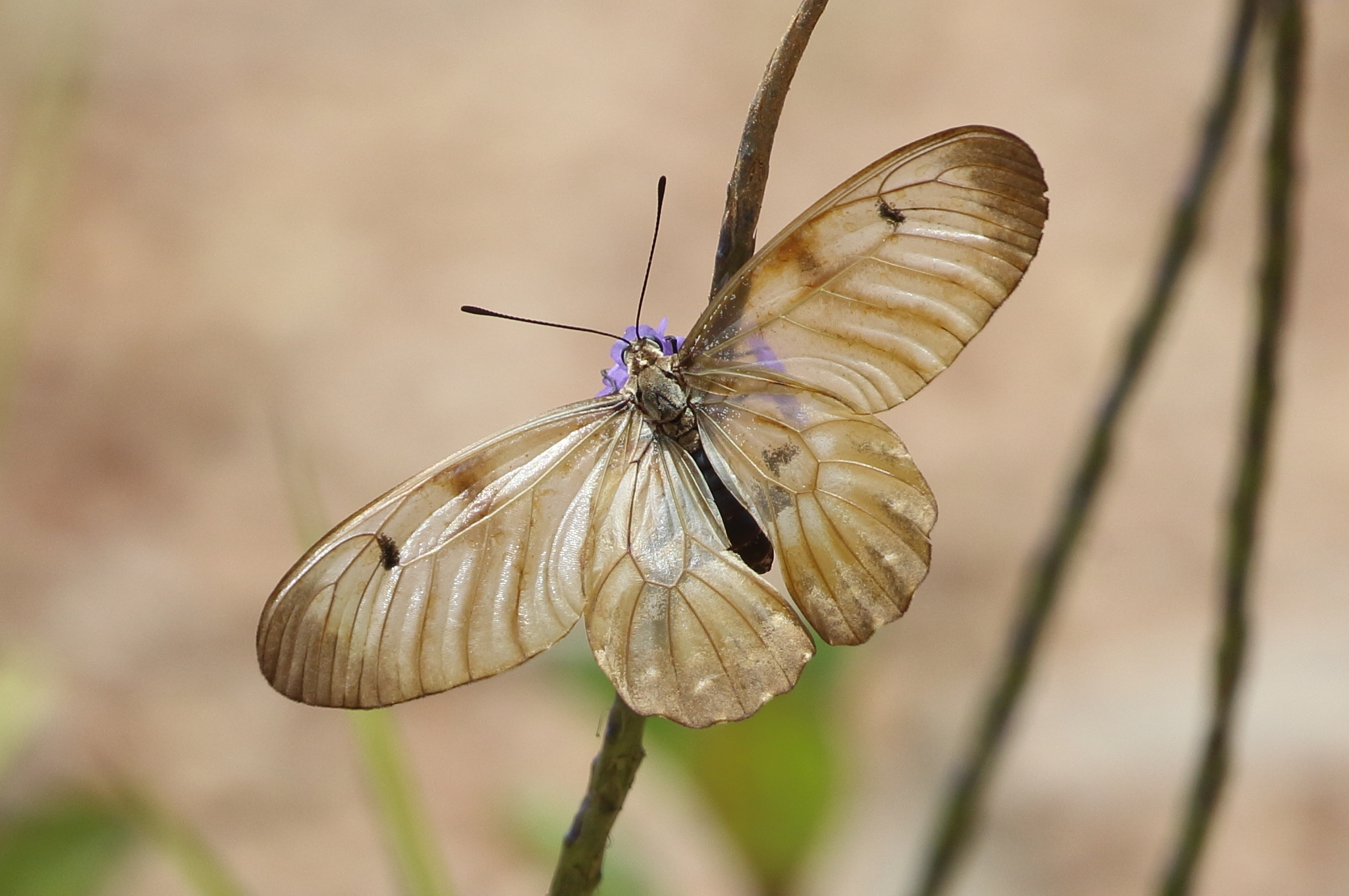
Cressida cressida
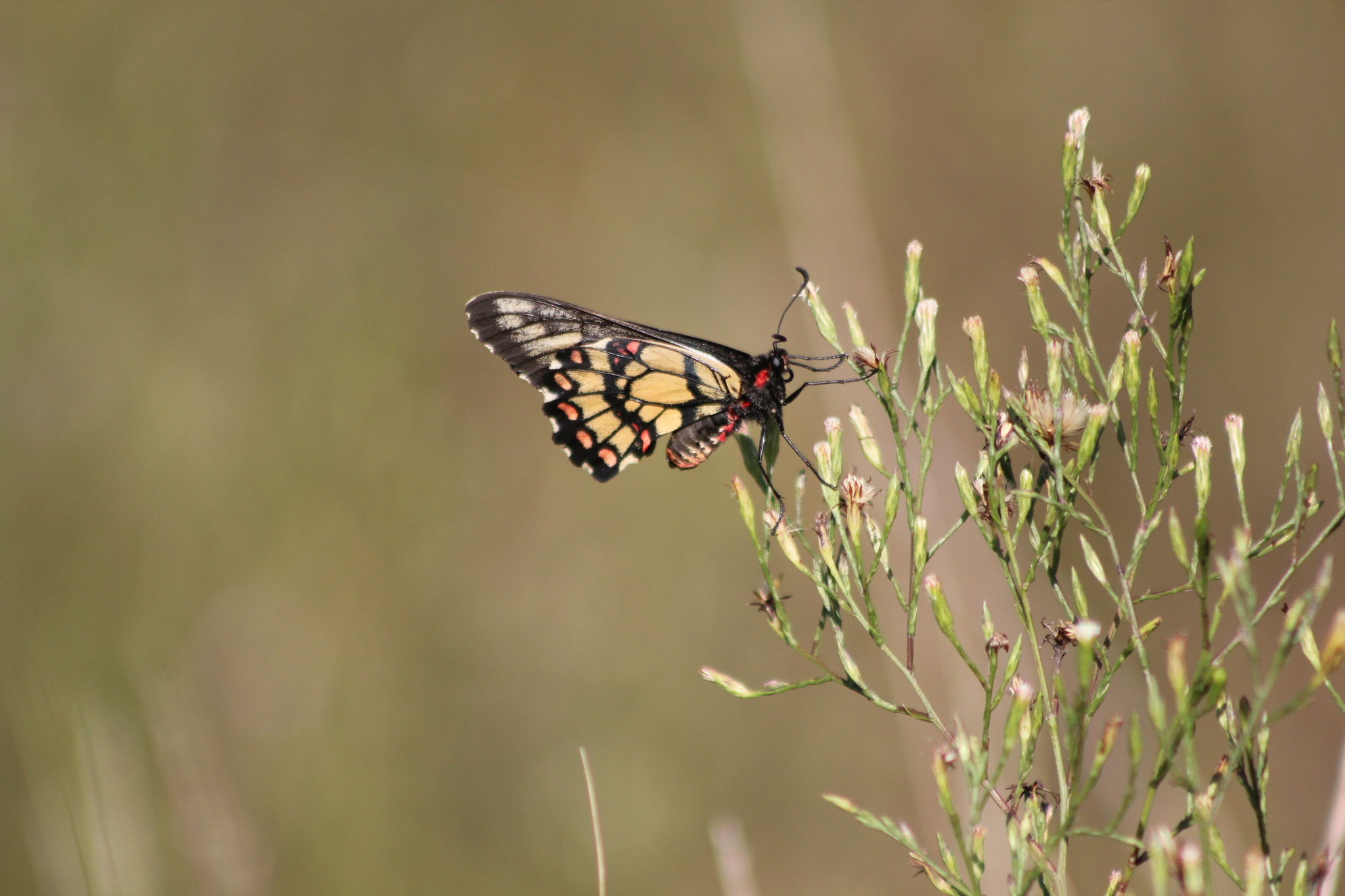
Euryades corethrus
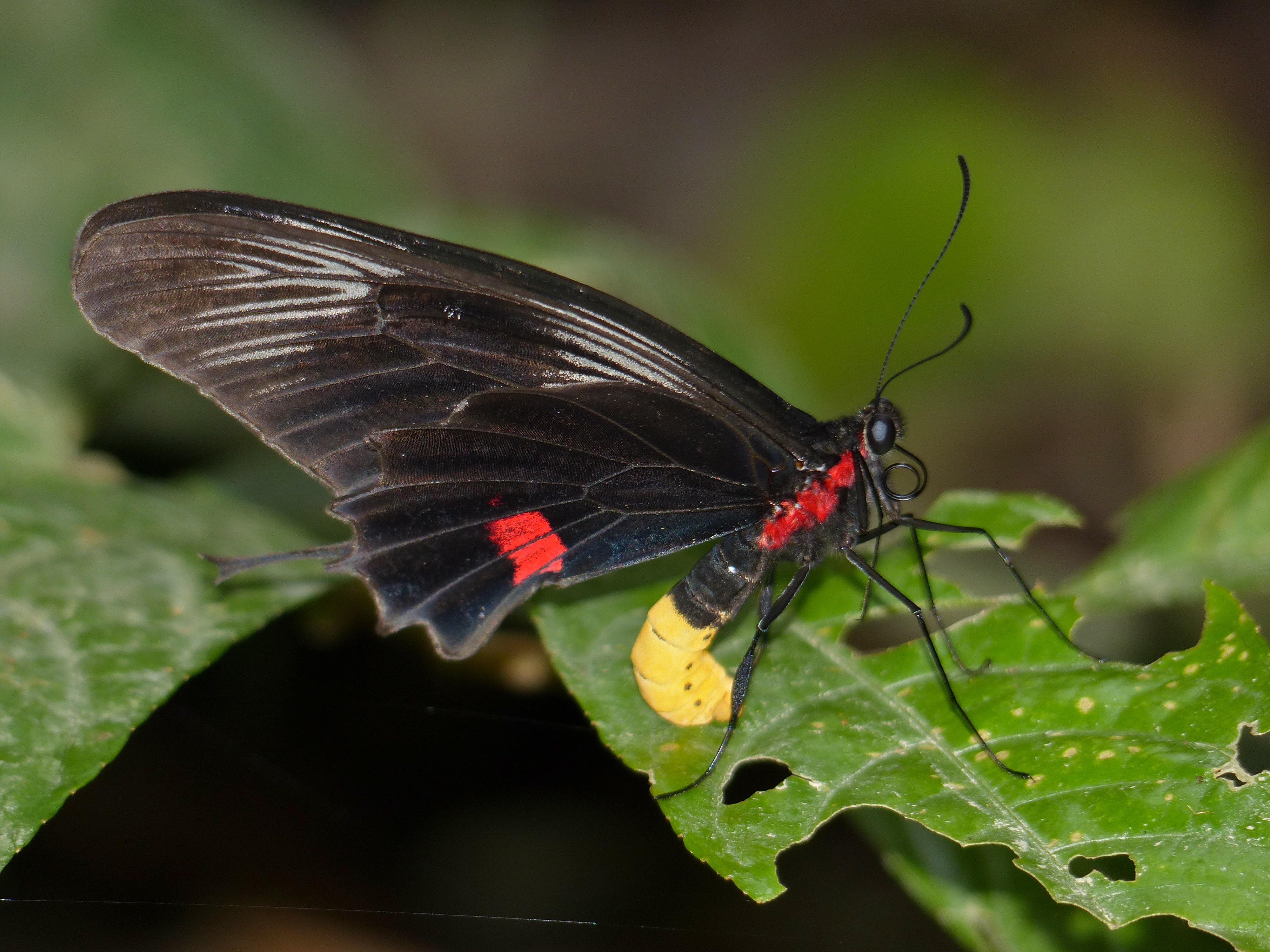
Losaria neptunus
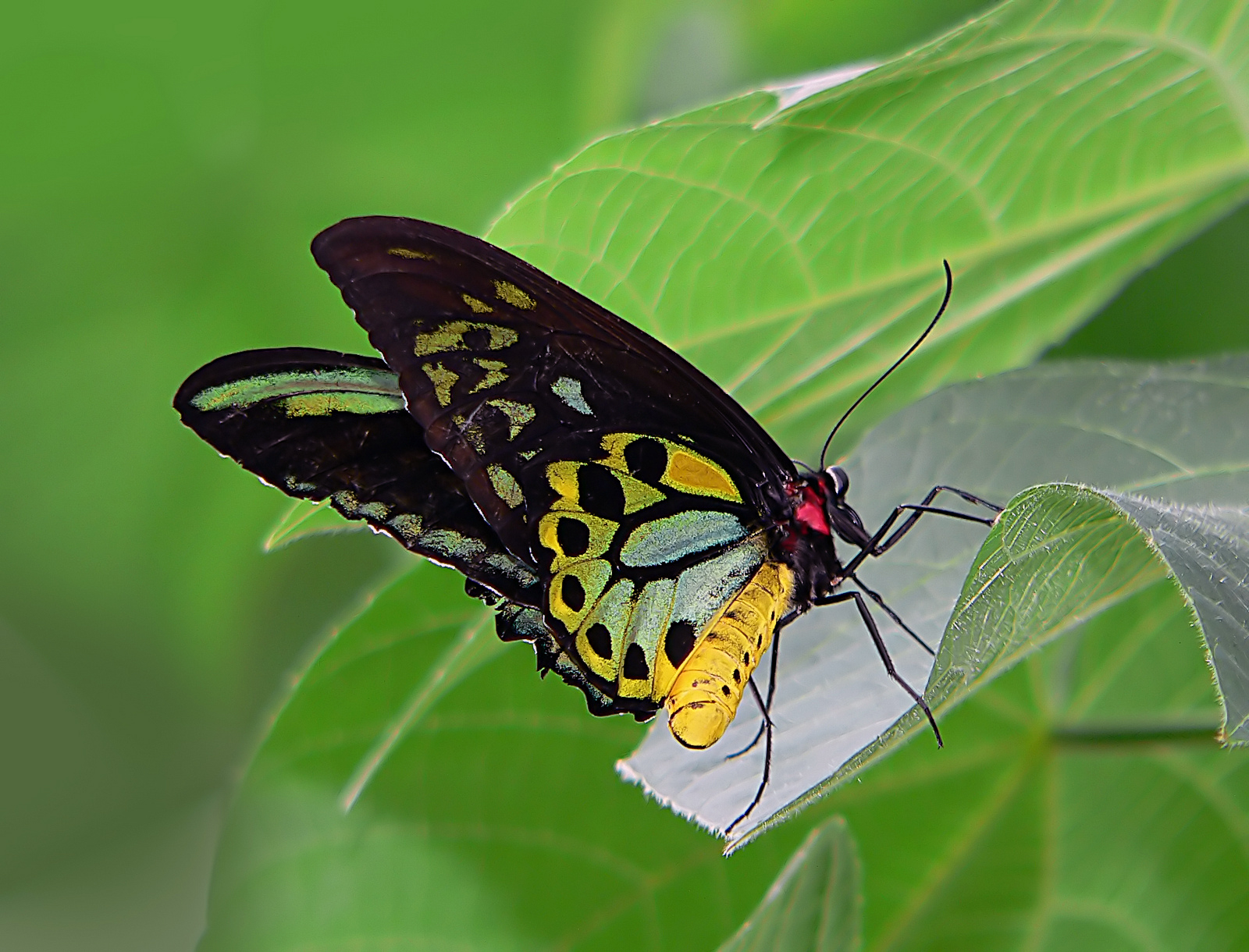
Ornithoptera euphorion
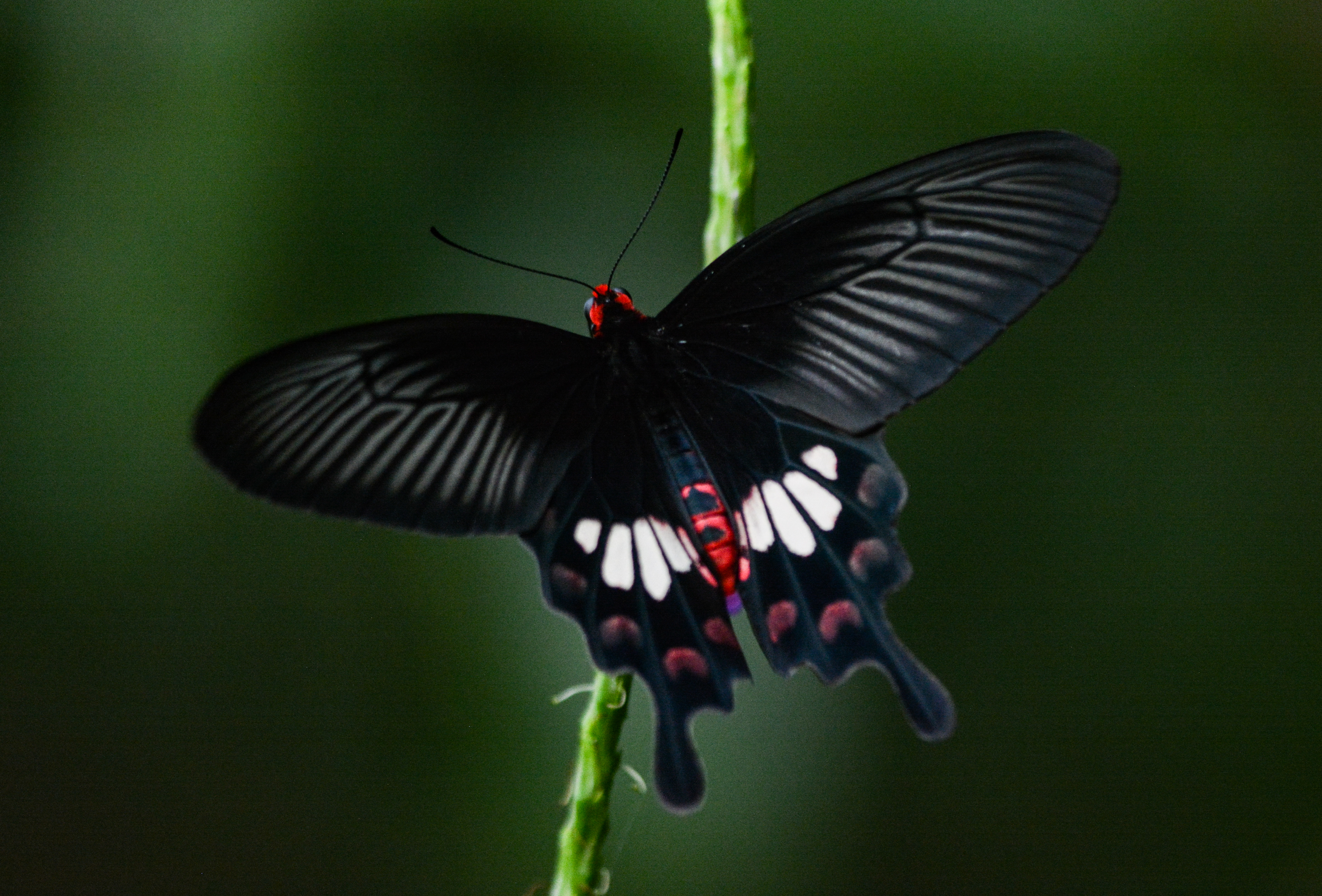
Pachliopta aristolochiae
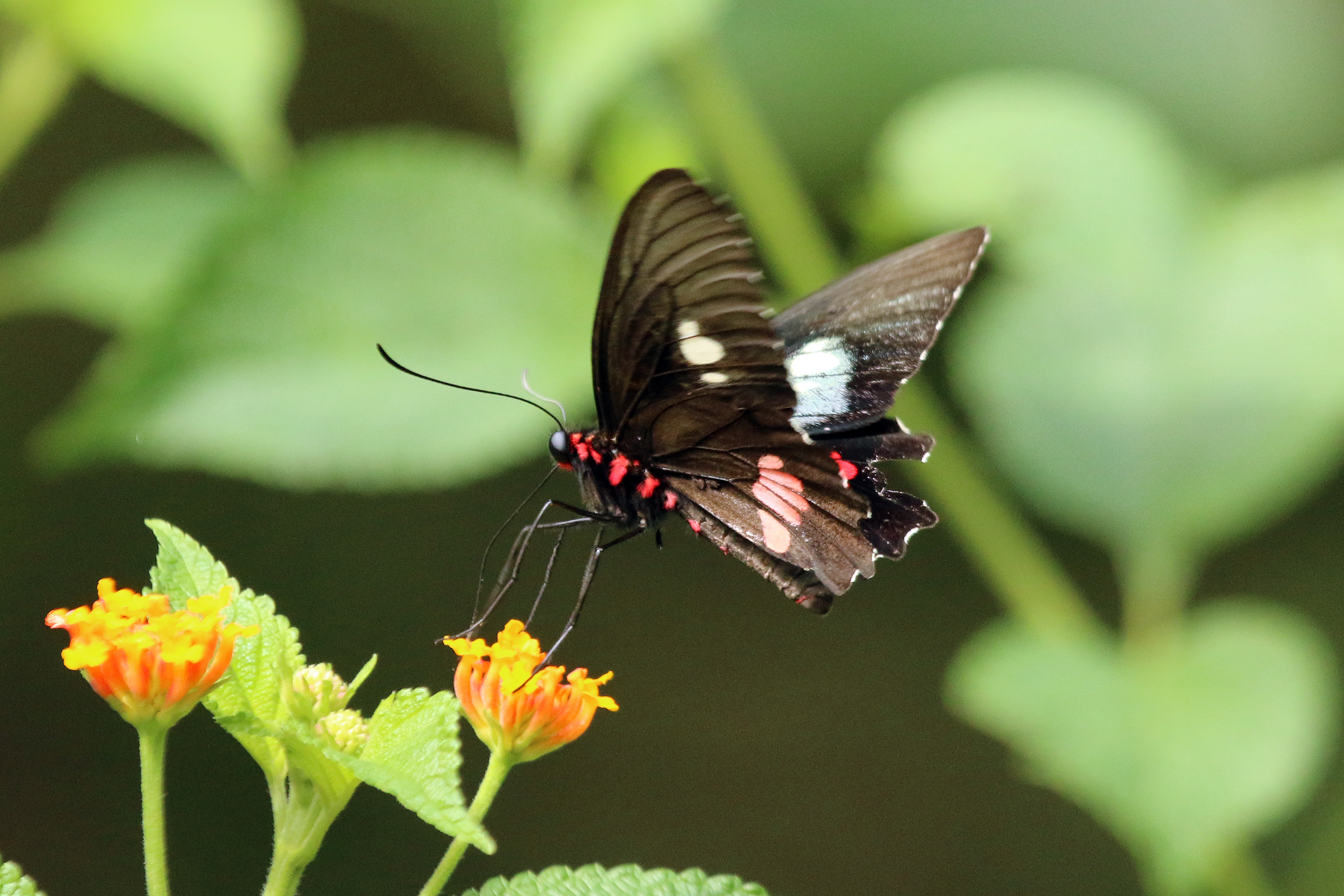
Parides neophilus
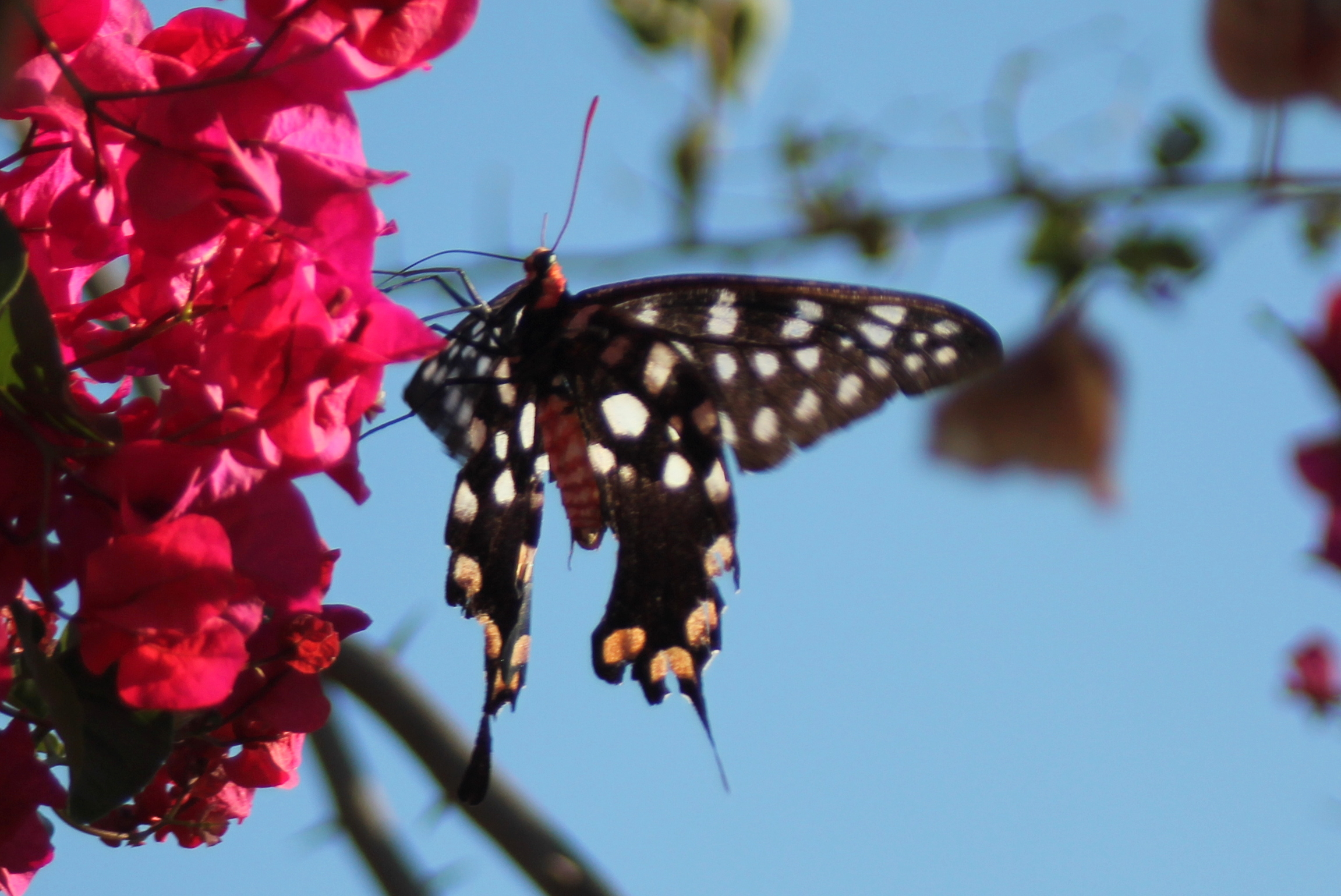
Pharmacophagus antenor
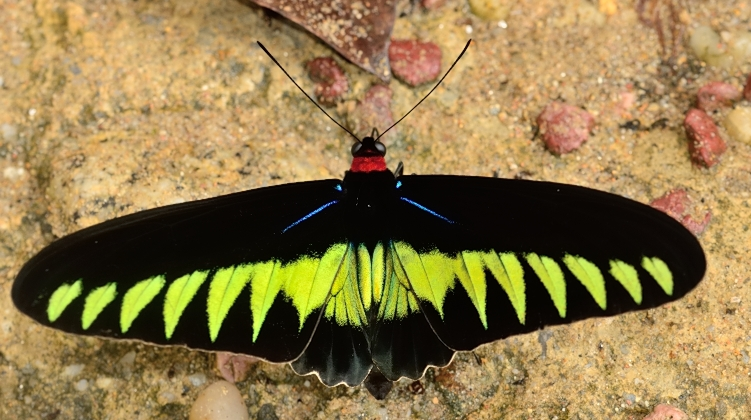
Trogonoptera brookiana
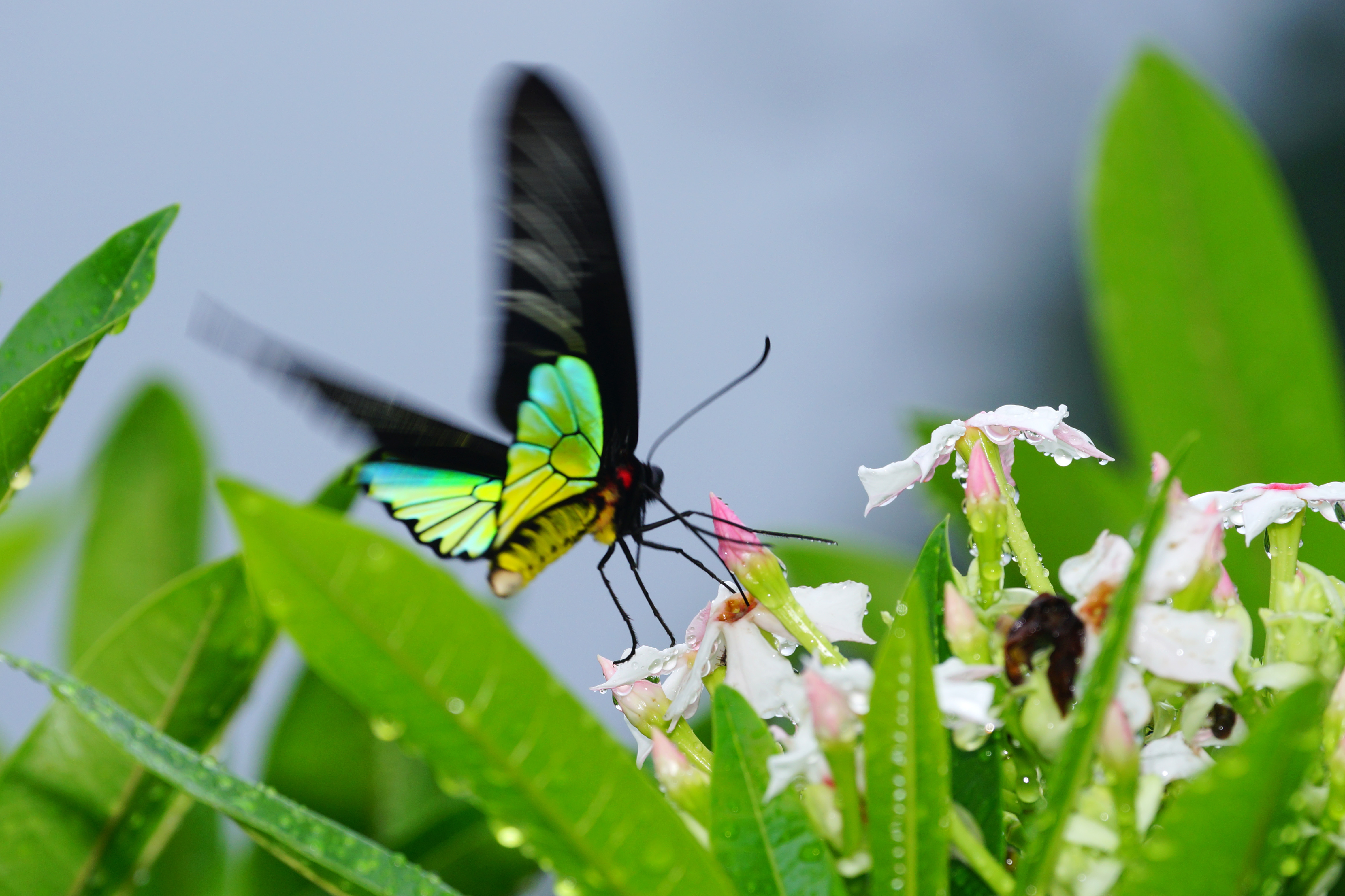
Troides magellanus